# ماتئو باراچ

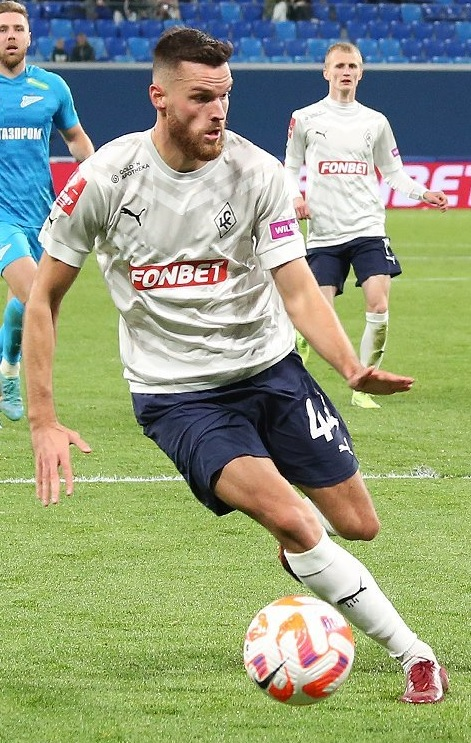
ماتئو باراچ در سال ۲۰۲۲

ماتئو باراچ (کرواتی: Mateo Barać؛ زادهٔ ۲۰ ژوئیهٔ ۱۹۹۴) بازیکن فوتبال اهل کرواسی است.
از باشگاه‌هایی که در آن بازی کرده‌است می‌توان به باشگاه فوتبال راپید وین و باشگاه فوتبال کریلیا سووتوف سامارا اشاره کرد.
وی همچنین در تیم ملی فوتبال کرواسی بازی کرده‌است.